# Torre Escaletes (Santa Pola)
La Torre Escaletes o Torre del Pep és una torre de vigilància costanera situada en la serra del cap de Santa Pola, prop de la costa mediterrània. Situada en la serra, la seua construcció data del segle xvi, si bé sembla que va ser aixecada sobre una altra torre d'origen andalusí. Aixecada amb murs de maçoneria, la seua altura és de huit metres i compta amb mènsules de pedra en la seua part superior. Ha estat declarada Bé d'Interés Cultural pel Consell de la Generalitat Valenciana.